# Star 20
Le Star 20 est un camion polonais fabriqué entre 1948 et 1957 par Fabryka Samochodów Ciężarowych „Star”.

## Historique
En avril 1946 les autorités polonaises prennent la décision de produire un camion nécessaire à la reconstruction du pays dévasté par la guerre. En 1947 la documentation technique est prête, et la première série de cinq exemplaires est présentée le 15 décembre 1948. En 1950 sort la version de tracteur routier désignée Star C60. En 1953 commence la production de Star W14 (camion benne).

## Description
Un châssis en échelle est muni à l'avant comme à l'arrière d'un essieu rigide suspendu sur des ressorts à lames. Le moteur essence d'une cylindrée de 4 188 cm3, placé à l'avant développe 85 ch. Le camion est équipé d'une boite de vitesses non synchronisée à 4 rapports. Il existe deux versions de cabine: N20 et N23, la première étant plus chère et plus comfortable.

## Différentes versions
- C60 tracteur routier
- W14 camion benne
- N71, N72, N74 et N75 camion de pompiers
- HP-3 grue mobile
- N-424 camion-bus

## Production
1948 - 10

1949 - 245

1950 - 782

1951 - 2568

1952 - 4253

1953 - 6968

1954 - 7579

1955 - 7543

1956 - 7700

1957 - 5978